# Лівія на Чемпіонаті світу з водних видів спорту 2015
Лівія взяла участь у Чемпіонаті світу з водних видів спорту 2015, який пройшов у Казані (Росія) від 24 липня до 9 серпня.

## Плавання
Лівійські плавці виконали кваліфікаційні нормативи в дисциплінах, які наведено в таблиці (не більш як 2 плавці на одну дисципліну за часом нормативу A, і не більш як 1 плавець на одну дисципліну за часом нормативу B):
Чоловіки
| Спортсмен        | Дисципліна           | Попередній заплив | Попередній заплив | Півфінал        | Півфінал        | Фінал           | Фінал           |
| Спортсмен        | Дисципліна           | Час               | Місце             | Час             | Місце           | Час             | Місце           |
| ---------------- | -------------------- | ----------------- | ----------------- | --------------- | --------------- | --------------- | --------------- |
| Ахмад Аттеллесей | 50 м вільним стилем  | 23.89             | =54               | Завершив виступ | Завершив виступ | Завершив виступ | Завершив виступ |
| Ахмад Аттеллесей | 50 м батерфляєм      | 25.94             | 52                | Завершив виступ | Завершив виступ | Завершив виступ | Завершив виступ |
| Адель Ельфакір   | 100 м вільним стилем | 54.18             | 87                | Завершив виступ | Завершив виступ | Завершив виступ | Завершив виступ |
| Адель Ельфакір   | 100 м на спині       | 1:00.84           | 59                | Завершив виступ | Завершив виступ | Завершив виступ | Завершив виступ |

Жінки
| Спортсменка | Дисципліна   | Попередній заплив | Попередній заплив | Півфінал         | Півфінал         | Фінал            | Фінал            |
| Спортсменка | Дисципліна   | Час               | Місце             | Час              | Місце            | Час              | Місце            |
| ----------- | ------------ | ----------------- | ----------------- | ---------------- | ---------------- | ---------------- | ---------------- |
| Данія Хагул | 50 м брасом  | 41.17             | 64                | Завершила виступ | Завершила виступ | Завершила виступ | Завершила виступ |
| Данія Хагул | 100 м брасом | 1:28.59           | 68                | Завершила виступ | Завершила виступ | Завершила виступ | Завершила виступ |